# Plocepasser superciliosus
El tejedor gorrión coronicastaño (Plocepasser superciliosus) es una especie de ave paseriforme de la familia Passeridae propia África.

## Distribución
Se encuentra en una amplia franja del África tropical al sur del Sáhara, distribuido por Benín, Burkina Faso, Camerún, República Centroafricana, Chad, República Democrática del Congo, Costa de Marfil, Eritrea, Etiopía, Gambia, Ghana, Guinea, Guinea-Bissau, Kenia, Malí, Niger, Nigeria, Senegal, Sudán del Sur, Sudán, Togo y Uganda.